# Björkhagen
För andra betydelser, se Björkhagen (olika betydelser).
Björkhagen är en närförort och stadsdel  i Söderort i Stockholms kommun och tillhör Skarpnäcks stadsdelsområde. Den gränsar till Kärrtorp, Hammarbyhöjden, Södra Hammarbyhamnen och Nackareservatet i Stockholms kommun, samt till Sickla Strand och Nackareservatet i Nacka kommun.

## Björkhagen före 1930

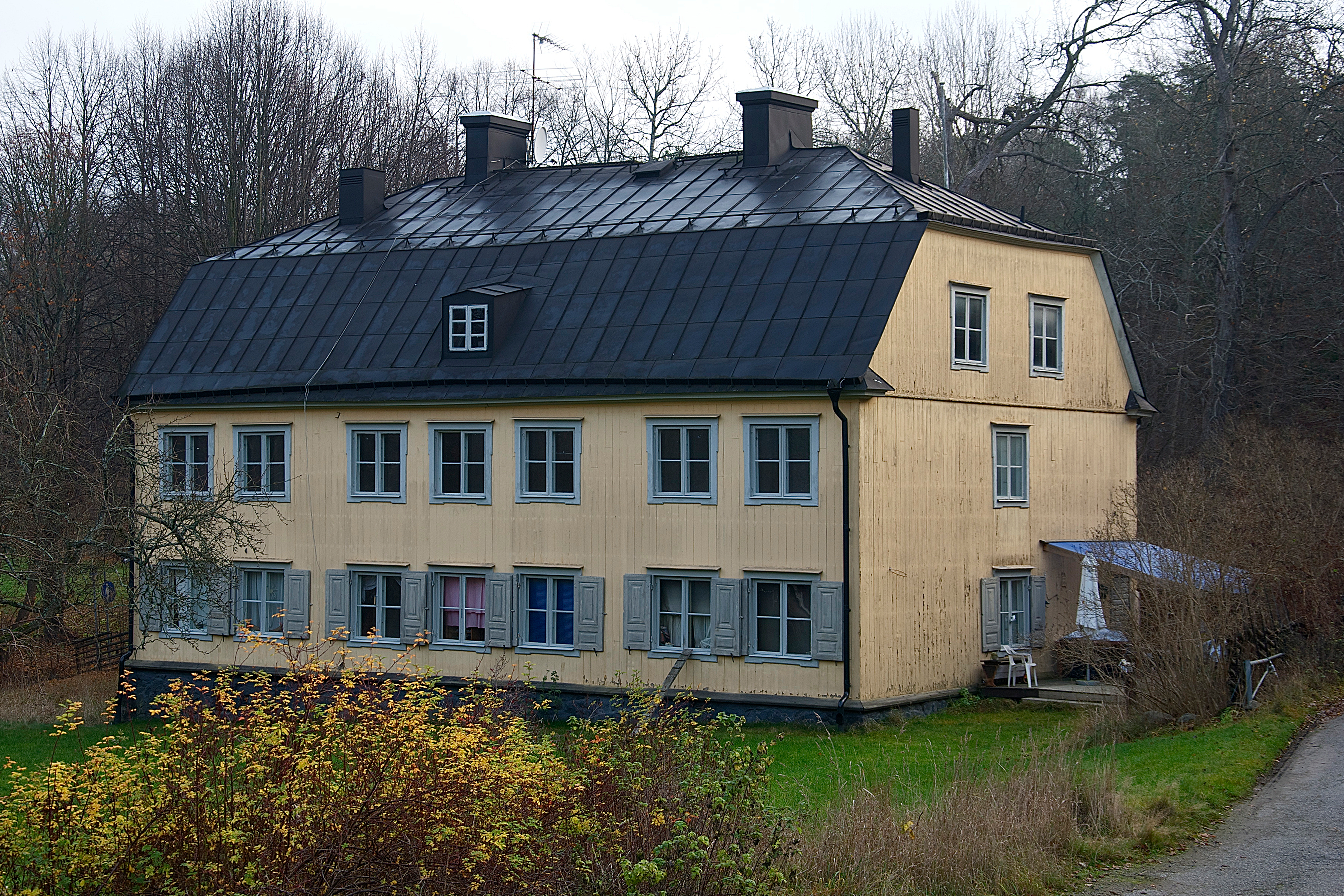
Lilla Sickla på Axvallsvägen.

Området tillhörde tidigare Hammarby gård och Nacka kommun fram till den 1 januari 1930. Då fanns det ingen bebyggelse i stadsdelen, förutom Lilla Sickla gård och ett koloniområde vid Axvallsvägen. Efter inkorporeringen 1930 indelades den förra egendomen 1932 i de två stadsdelarna Norra Hammarby och Södra Hammarby som bestod till 1 februari 1948, där Björkhagen var en del av Södra Hammarby.

## Björkhagen på 1930-, 1940- och 1950-talen
Husen i Björkhagen uppfördes primärt mellan 1948 och 1952. Till en början var de flesta av bostäderna små hyresrätter (ettor och tvåor) och de färre bostadsrätterna var större lägenheter. De flesta av husen i Björkhagen byggdes som flerfamiljshus, främst smalhus och punkthus. Den stora föreningen på Skanörvägen byggdes som bostadsrätter redan från början av Riksbyggen. Många av lägenheterna i Björkhagen är i dag omvandlade till bostadsrätter, och 40 % är hyresrätter.

## Gatunamn
De flesta gatorna i Björkhagen är döpta efter syd- och västsvenska orter: Här återfinns till exempel Falsterbovägen och Ronnebyvägen. Halmstadsvägen, som är en av de två gator vars korsning utgör Björkhagens centrum, återfinns också här. De olika kvarteren har ofta namn med väder- och naturanknytning, såsom Lågtrycket, Högtrycket, Passadvinden och Snötäcket. Malmövägen är stadsdelens huvudgata. Gatan börjar nära tunnelbanestationen i Hammarbyhöjden, fortsätter genom Björkhagen och slutar vid Ystadsvägen nära gränsen till Kärrtorp.

## Björkhagens centrum
Björkhagens centrum vid Björkhagsplan invigdes den 1 oktober 1959. Det är ett så kallat mellancentrum, som ligger mellan två större affärscentrum, Kärrtorps centrum och Hammarbyhöjdens centrum, och är tänkt att endast tillfredsställa de mest basala behoven invånarna har. Björkhagens centrum bestod 2012 främst av en Coop-butik. Dock ligger förvaltningskontoret för Skarpnäcks stadsdelsområde i Björkhagen (Björkhagsplan 6). Biblioteket i Hammarbyhöjden har även flyttats till Björkhagen. Tidigare var dock utbudet och servicenivån högre i Björkhagens centrum. Där fanns bland annat en bank, apotek, blomsterhandel och järnhandel. Dessa är dock sedan länge nedlagda. I det gamla postkontoret återfinns idag en hårfrisörska med personalrum i det gamla bankvalvet.

## Kända byggnader (urval)

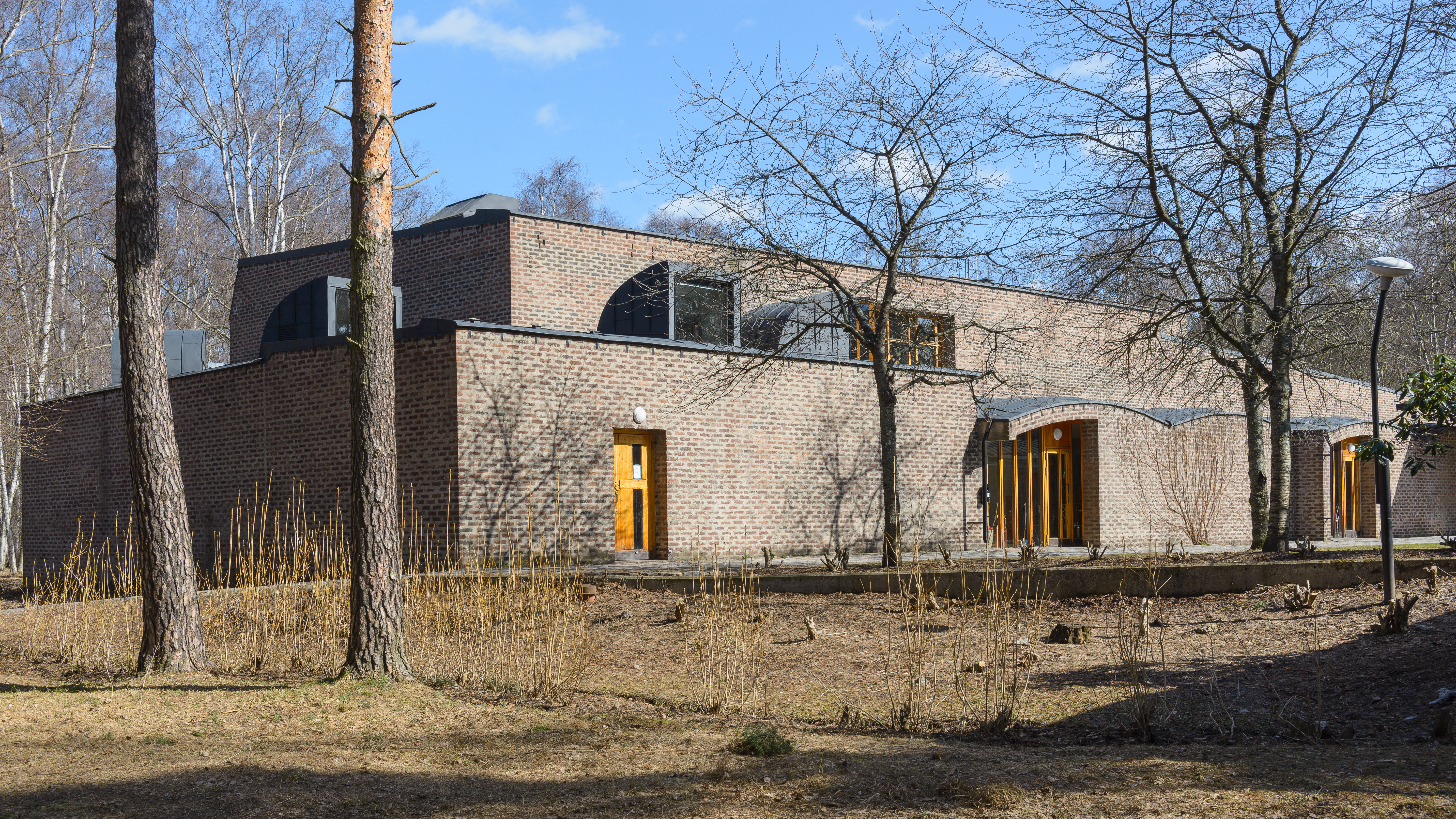
Markuskyrkan.

Det vita lamellhuset i 16 våningar vid Björkhagsplan, på fastigheten Duggregnet 5, uppfördes för Svenska Bostäder 1956 och är ritat av arkitekt Georg Varhelyi. Byggnaden var tänkt att vara ett hus "från vaggan till graven" och Varhelyi hämtade inspiration i tankar som liknar de bakom Le Corbusiers Unité d'Habitation. När det uppfördes var det Sveriges högsta bostadshus och innehöll både daghem, ungdomshotell och pensionärsbostäder. De översta våningarna har använts som ateljéer, men är i dag vanliga hyresrätter. I de nedre delarna av huset, med enskild ingång, är det idag en skola. 
Skulpturateljéerna i Kvarteret Regnbågen som byggdes 1948 på initiativ av KRO och Stockholms Stads Bostadsförmedling ritades av Bengt Hidemark. I Björkhagen ligger även Markuskyrkan, som är ritad av arkitekten Sigurd Lewerentz och uppfördes 1956–1963. Byggnaden är sedan 1990 ett kyrkligt kulturminne. Norr om kyrkan ligger Björkhagens skola som invigdes 1949 och ritades av Åke Lindqvist.
Understenshöjden  är en ekoby vid Understensvägen som består av 44 lägenheter i 14 en- och tvåplanshus samt ett kvartershus. Understenshöjden byggdes på 1990-talet och räknas som Stockholms första ekologiskt inriktade småhusområde. Till nyare bostadsbebyggelse hör även Halmstadsvägens radhus som är ett bostadsområde bestående av 10 så kallade stadsradhus belägna på kvarteren Regndroppen och Nordanvinden. Området blev inflyttningsklart år 2014 och nominerades till Årets Stockholmsbyggnad 2015.
Kvarteret Taklampan, uppförd 2016, är ett flerbostadshus som genererar lika mycket energi som den förbrukar på årsbasis (nollenergi), bland annat med hjälp av solpaneler på taket. Kvarteret vann priset Framtidens fastighet år 2016.

## Demografi
År 2019 hade stadsdelen 6 727 invånare, varav cirka 19 procent med utländsk bakgrund.

## Sport och idrott

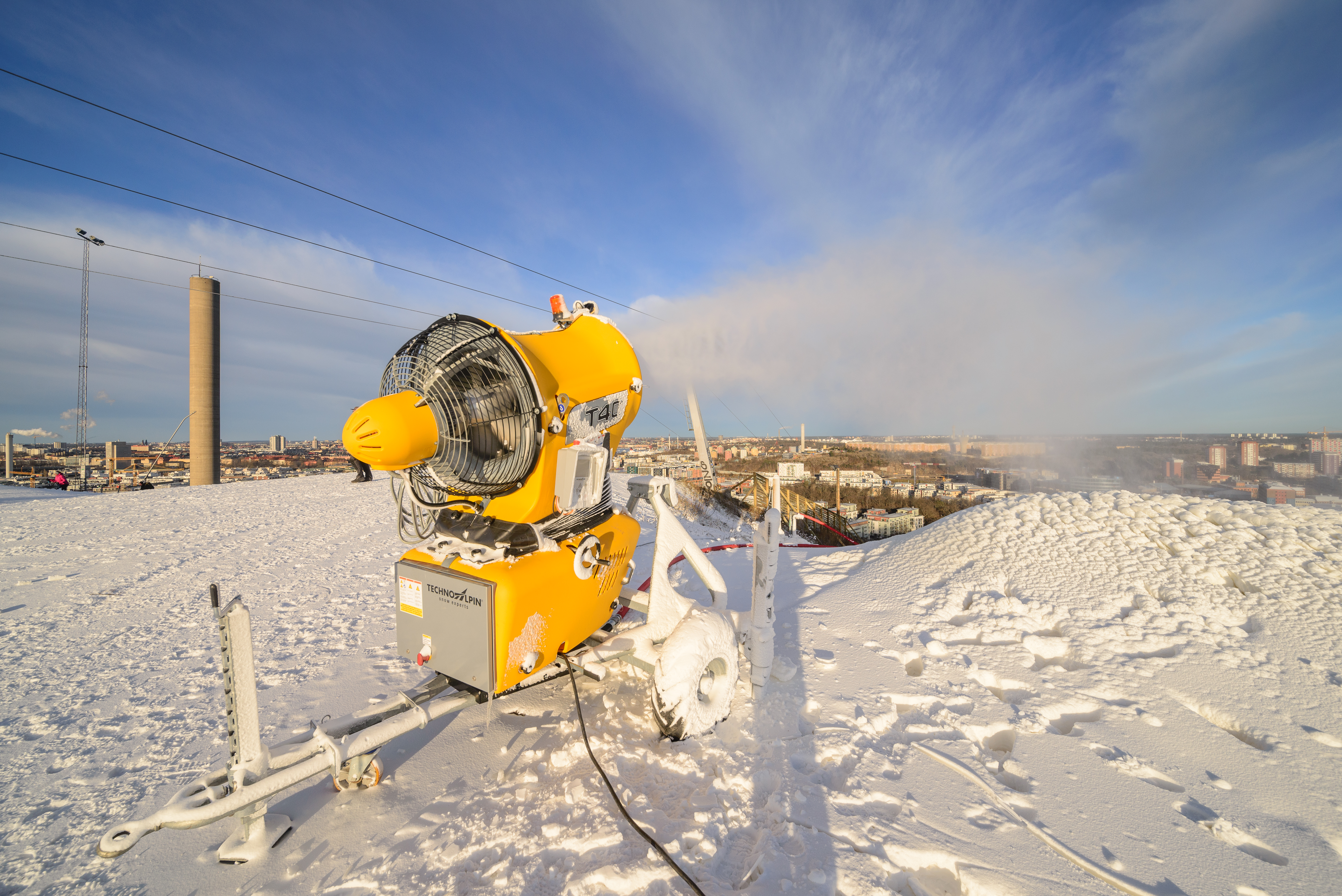
Hammarbybacken med snökanon.

Björkhagen Rangers är en elitklubb i bordshockey som vunnit åtskilliga SM-medaljer. De har sin träningslokal i den gamla Barnträdgården på Skanörvägen. På Hammarbybacken ligger en skidanläggning som drivs av Skistar. Även Sörmlandsleden börjar här. Leden är över 1000 km och sträcker sig över områden i Södermanland.

## Bildgalleri

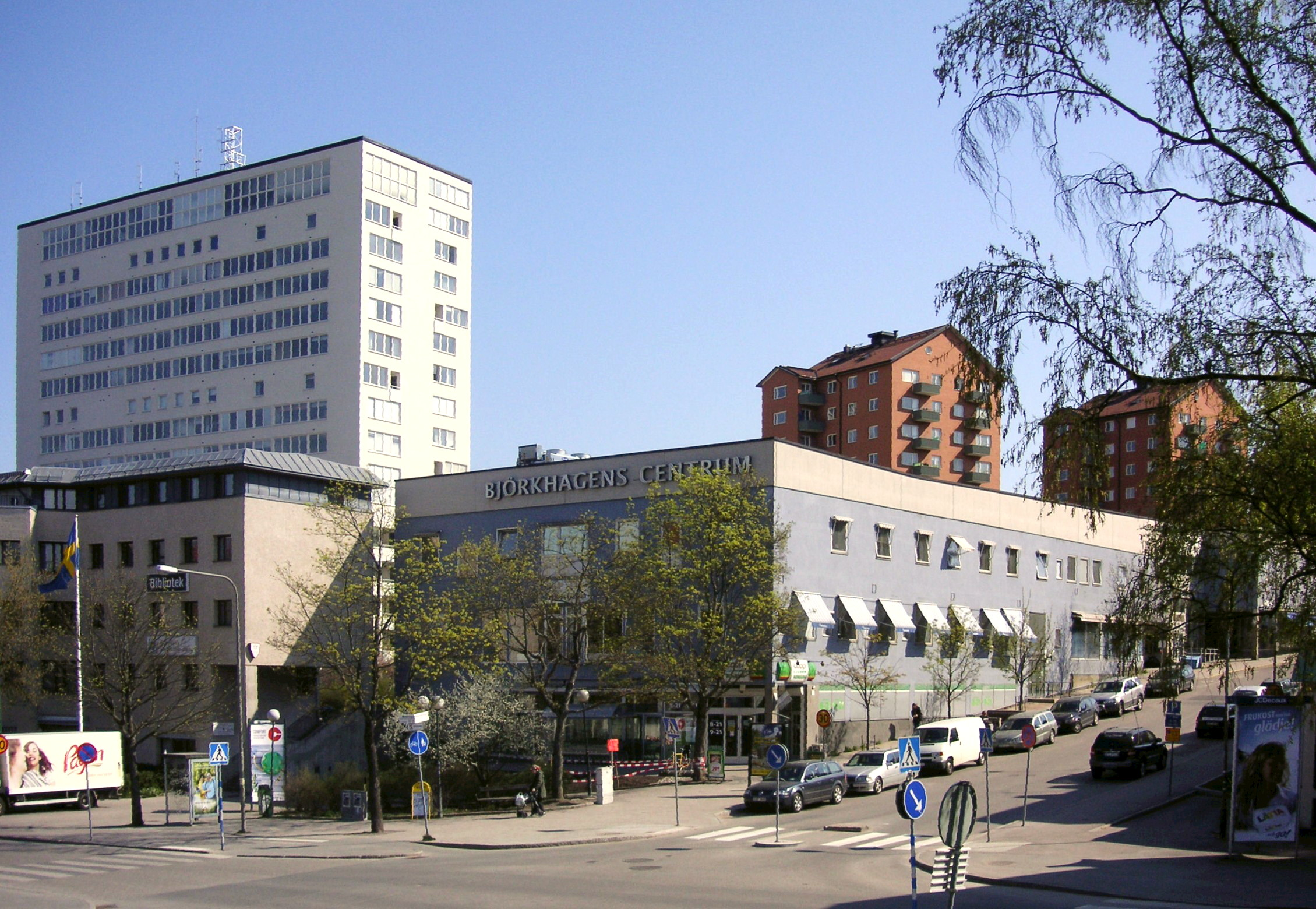
Björkhagens centrum med höghuset Duggregnet 5
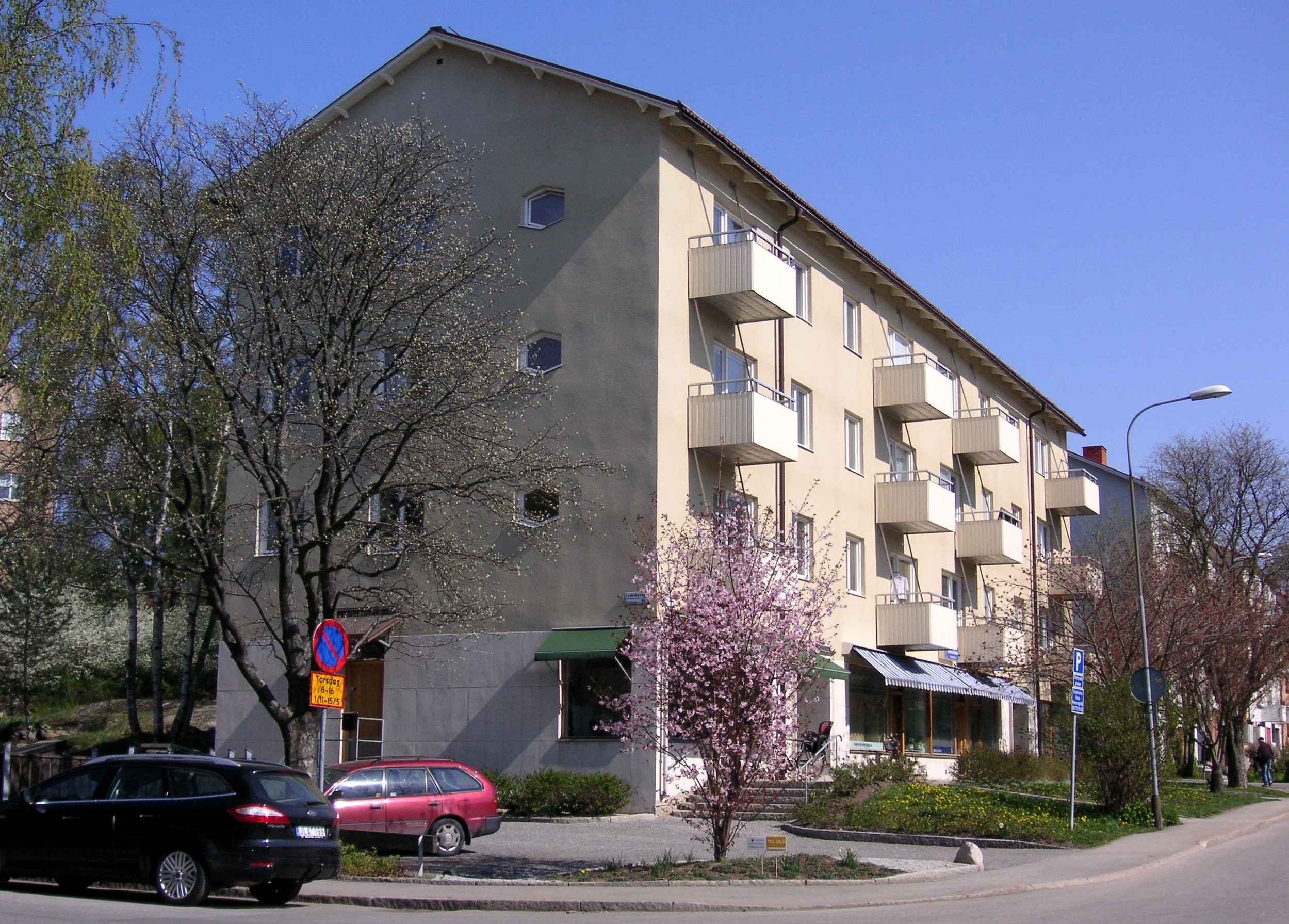
Lyckebyvägen
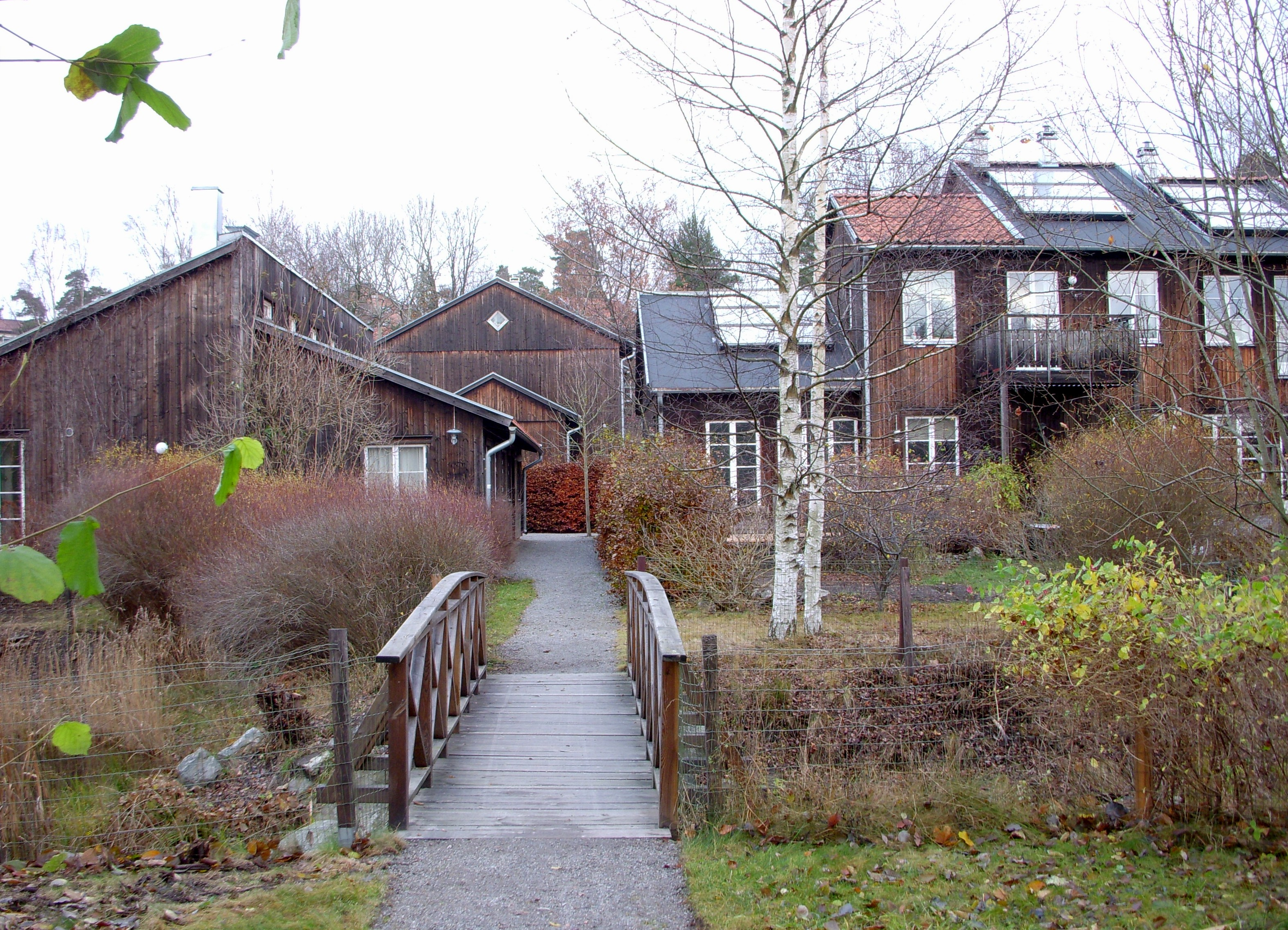
Understenshöjden, 2009
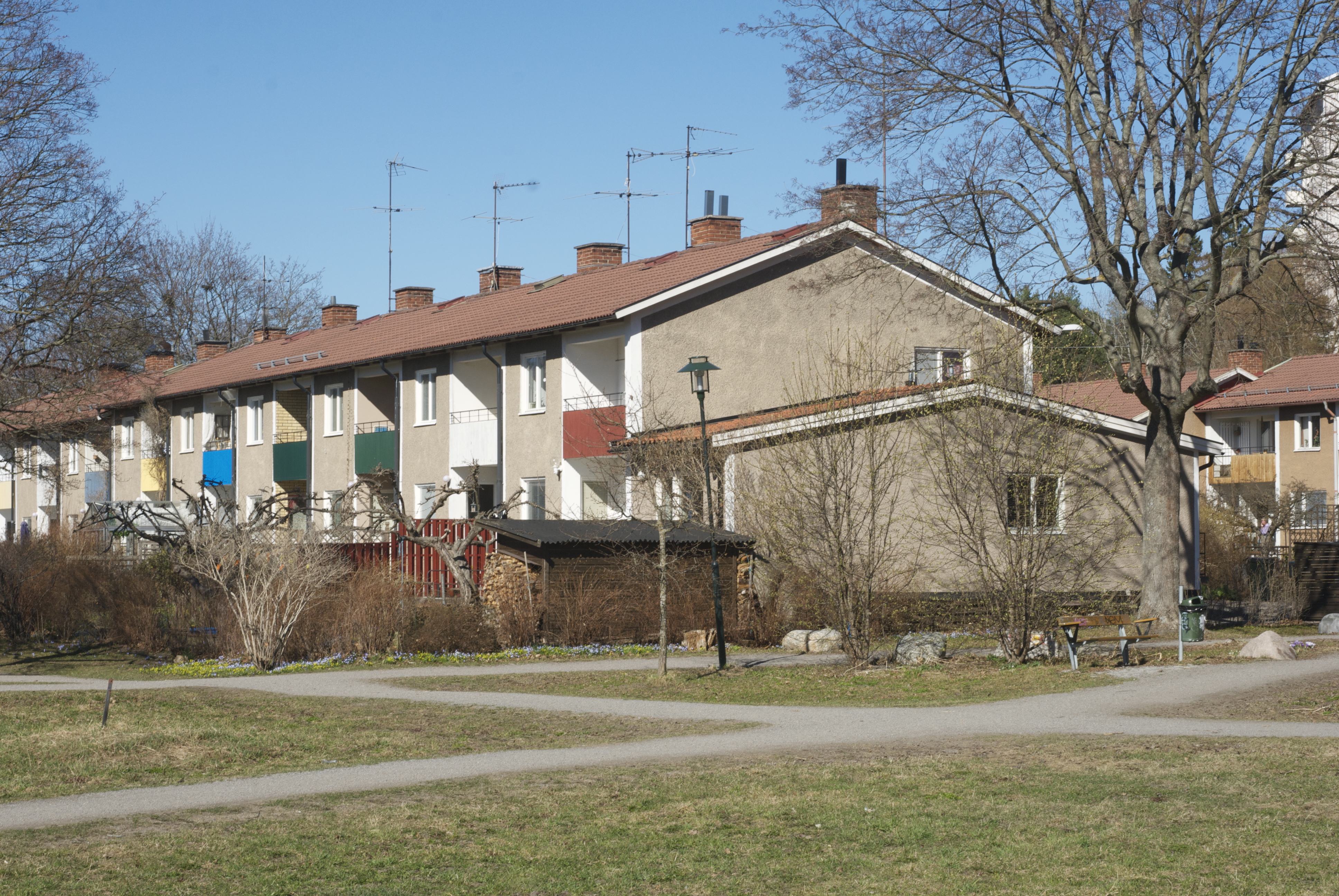
Äldre radhusområde vid Ystadsvägen
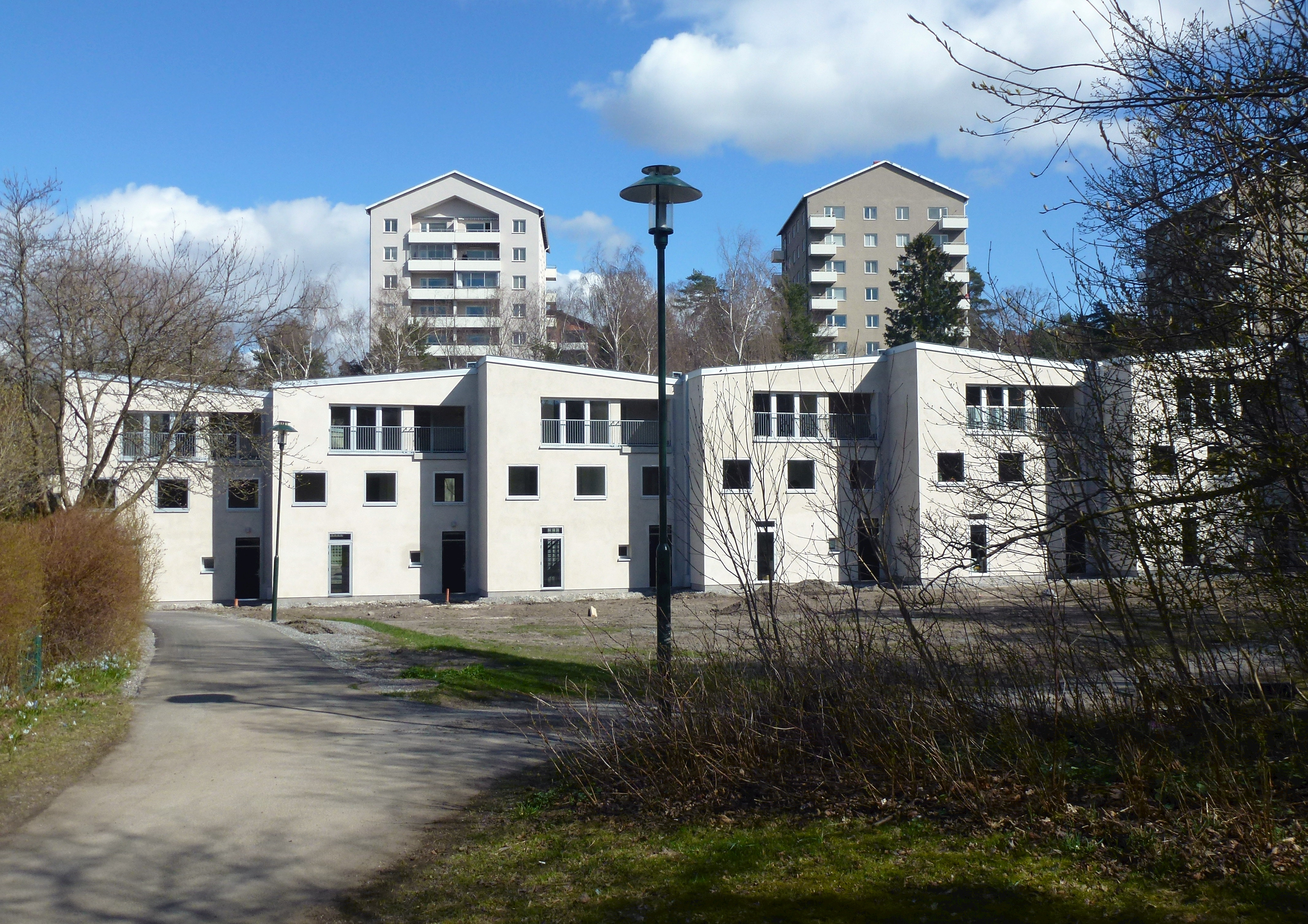
Halmstadsvägens radhus, 2015